# Прадхо-Бей
Прадхо-Бей (англ. Prudhoe Bay) також  Сагаваніркток (інуїт. Sagavanirktok) — переписна місцевість (англ. census-designated place, CDP) у боро Північного Схилу (Аляска, США). Населення — 1310 осіб (2020).
Тут розташоване унікальне за запасами газонафтове родовище.

## Історія родовища
Родовища нафти відкрили 1968 р. Вони є найбільшими в Північній Америці.
На нафтових полях Прадхо з 1977 р. видобули понад 12,8 млрд барелів нафти.
Запаси нафти наприкінці XX ст. оцінювалися в 1296 млн т, газу — 735 млрд м³.
Річний видобуток нафти в 1990-х рр. — 76 млн т, газу — 28 млрд м³.
Трансаляскінським нафтопроводом нафту перекачують до порту Валдіз на південному узбережжі Аляски, звідки танкери перевозять її нафтопереробні заводи західного узбережжя США.

## Географія
Прадхо-Бей розташоване за координатами 70°21′58″ пн. ш. 148°44′44″ зх. д. / 70.36611° пн. ш. 148.74556° зх. д. (70,366210, -148,745529). За даними Бюро перепису населення США в 2010 році переписна місцевість мала площу 1442,86 км², з яких 980,48 км² — суходіл та 462,39 км² — водойми.

### Клімат
| Клімат : Прадхо-Бей                                                      | Клімат : Прадхо-Бей | Клімат : Прадхо-Бей | Клімат : Прадхо-Бей | Клімат : Прадхо-Бей | Клімат : Прадхо-Бей | Клімат : Прадхо-Бей | Клімат : Прадхо-Бей | Клімат : Прадхо-Бей | Клімат : Прадхо-Бей | Клімат : Прадхо-Бей | Клімат : Прадхо-Бей | Клімат : Прадхо-Бей | Клімат : Прадхо-Бей |
| Показник                                                                 | Січ.                | Лют.                | Бер.                | Квіт.               | Трав.               | Черв.               | Лип.                | Серп.               | Вер.                | Жовт.               | Лист.               | Груд.               | Рік                 |
| Абсолютний максимум, °C                                                  | 2,8                 | 4,4                 | 0,6                 | 6,1                 | 10,6                | 22,2                | 29,4                | 24,4                | 21,1                | 8,9                 | 1,7                 | 1,7                 | 29,4                |
| Середній максимум, °C                                                    | −23,9               | −25                 | −23,3               | −13,9               | −2,8                | 6,7                 | 12,2                | 10,0                | 3,3                 | −7,2                | −17,2               | −22,2               | −8,5                |
| Середня температура, °C                                                  | −27,2               | −29,4               | −27,2               | −18,9               | −5,6                | 3,9                 | 8,3                 | 6,7                 | 0,6                 | −10                 | −20,6               | −25,6               | −12                 |
| Середній мінімум, °C                                                     | −30,6               | −32,8               | −31,7               | −23,3               | −8,9                | 0,6                 | 3,9                 | 2,8                 | −2,2                | −12,8               | −23,3               | −28,9               | −15,5               |
| Абсолютний мінімум, °C                                                   | −52,2               | −50,6               | −47,2               | −43,9               | −28,9               | −7,2                | −2,2                | −3,9                | −17,2               | −32,2               | −42,8               | −47,2               | −52,2               |
| Норма опадів, мм                                                         | 2                   | 3                   | 1                   | 1                   | 1                   | 4                   | 13                  | 19                  | 21                  | 8                   | 2                   | 3                   | 77                  |
| ------------------------------------------------------------------------ | ------------------- | ------------------- | ------------------- | ------------------- | ------------------- | ------------------- | ------------------- | ------------------- | ------------------- | ------------------- | ------------------- | ------------------- | ------------------- |
| Джерело: http://www.myforecast.com/bin/climate.m?city=10715&metric=false |                     |                     |                     |                     |                     |                     |                     |                     |                     |                     |                     |                     |                     |

## Демографія
Згідно з переписом 2010 року, у переписній місцевості мешкали 2174 особи. Густота населення становила 2 особи/км². Домогосподарств не було, всі працівники жили в гуртожитках (англ. group quarters).
Расовий склад населення:
| - 85,2 % — білих - 7,8 % — корінних американців - 1,9 % — чорних або афроамериканців - 1,6 % — азіатів - 0,1 % — вихідців з тихоокеанських островів - 1,4 % — осіб інших рас |

До двох чи більше рас належало 1,9 %. Частка іспаномовних становила 4,0 % від усіх жителів.
За віковим діапазоном населення розподілялося таким чином: 0,0 % — особи молодші 18 років, 97,9 % — особи у віці 18—64 років, 2,1 % — особи у віці 65 років та старші. Медіана віку мешканця становила 49,1 року. На 100 осіб жіночої статі у переписній місцевості припадало 870,5 чоловіків; на 100 жінок у віці від 18 років та старших — 870,5 чоловіків також старших 18 років.
Медіана доходів становила 103 225 доларів для чоловіків та 70 833 долари для жінок.
Цивільне працевлаштоване населення становило 2631 особа. Основні галузі зайнятості: сільське господарство, лісництво, риболовля — 53,4 %, науковці, спеціалісти, менеджери — 26,9 %, будівництво — 6,3 %, фінанси, страхування та нерухомість — 3,8 %.